# میرزتاون (ویرجینیای غربی)
میرزتاون (به انگلیسی: Meyerstown) یک منطقهٔ مسکونی در ایالات متحده آمریکا است که در شهرستان جفرسون، ویرجینیای غربی واقع شده‌است.